# Englandspiel
Das Englandspiel var det tyska namnet på en kontraspionageoperation iscensatt av det tyska Abwehr i Nederländerna under andra världskriget.
Det brittiska Special Operations Executive (SOE) skickade holländska spioner till det ockuperade Nederländerna under kriget. Dock var operationen tidigt (1942) penetrerad av det tyska kontraspionaget och den fortsatte under tysk kontroll. De ”hemliga” radioöverföringarna från Nederländerna gav britterna fortlöpande falsk information. Trots att den infångade signalisten försökte allt för att få sina överordnade i London att förstå att han hade blivit tillfångatagen, skickades det hela tiden nya agenter till Holland, vilka infångades direkt. De flesta av dem (54 av 59) dukade under i koncentrationslägret Mauthausen.
Efter kriget framfördes anmärkningar mot SOE för allvarliga brister i förberedelserna för uppdragen och för att man nonchalerat varningarna att agenterna hade blivit arresterade. Anmärkningsvärt var också avsaknaden av en ”säkerhetsnyckel”, en periodisk ändring i överföringsprotokollet. Det har dock diskuterats om SOE hade lagt upp hela operationen för att få tyskarna att tro att invasionen skulle ske i Nederländerna och inte i Normandie.